# (5125) Okushiri
(5125) Okushiri est un astéroïde de la ceinture principale.

## Description
(5125) Okushiri est un astéroïde de la ceinture principale. Il fut découvert le 10 février 1989 à Kushiro par Seiji Ueda et Hiroshi Kaneda. Il présente une orbite caractérisée par un demi-grand axe de 2,47 UA, une excentricité de 0,16 et une inclinaison de 3,9° par rapport à l'écliptique.

## Compléments